# Voločaevka-1
Voločaevka-1 (in lingua russa Волочаевка-1) è un centro abitato dell'Oblast' autonoma ebraica, situato nello Smidovičskij rajon.